# 雷米伊
雷米伊（法語：Rémilly，法語發音：[ʁemiji]；洛林语：Rem'hy）是法国摩泽尔省的一个市镇，位于该省中部偏西，属于梅斯区。

## 地理
雷米伊（49°0'49"N, 6°23'36"E）面积18.94 平方千米，位于法国大東部大區摩泽尔省，该省份为法国东北部内陆省份，是洛林的一部分，西南接默尔特-摩泽尔省，东临下莱茵省，北与卢森堡和德国接壤。
与雷米伊接壤的市镇（或旧市镇、城区）包括：阿丹库尔、昂塞维尔、奥布、贝希、伯村、弗洛库尔、尼德河畔昂、勒米、吕皮、圣埃夫尔、维通库尔、瓦莫。

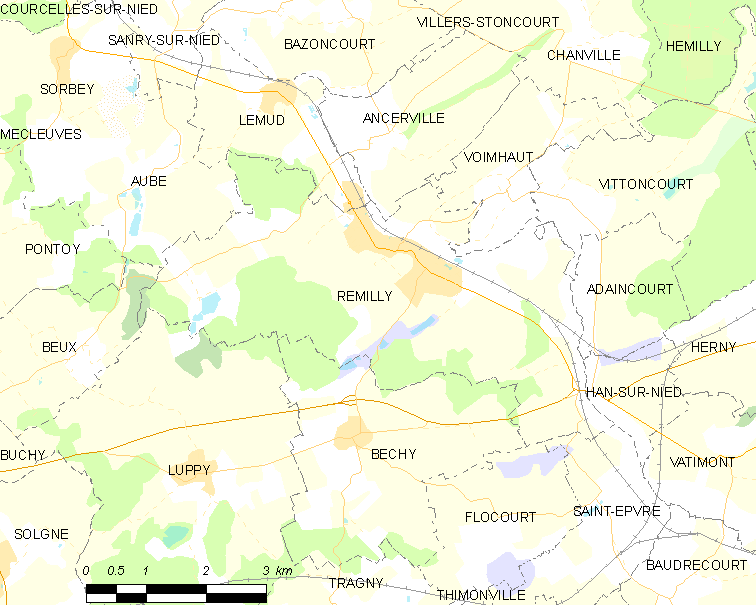
雷米伊的OSM定位图

雷米伊的时区为UTC+01:00、UTC+02:00（夏令时）。

## 行政
雷米伊的邮政编码为57580，INSEE市镇编码为57572。

## 政治
雷米伊所属的省级选区为福尔克蒙县。

## 人口

1962-2008年间雷米伊人口变化图示

雷米伊于2022年1月1日时的人口数量为2050人。